# Christy Kirwan
Christopher Kirwan (fallecido el 24 de noviembre de 2013) fue un político del Partido Laborista y sindicalista irlandés. Se desempeñó como miembro del Seanad Éireann de 1983 a 1987.  Fue nominado por el Taoiseach Garret FitzGerald para el 17º Seanad en 1983.  No participó en las elecciones al Seanad de 1987.
Fue sindicalista toda su vida y en 1981 fue Secretario General del Sindicato Irlandés de Transporte y Trabajadores Generales (ITGWU). 